# 泰尔韦
泰尔韦（義大利語：Telve）是意大利特伦蒂诺-上阿迪杰大区特倫托自治省的市镇。该市镇总面积为64.8平方千米，截至2023年1月1日总人口为1,906人。